# Michał Antoni Sapieha
Pour les articles homonymes, voir Michał Sapieha et Sapieha.
Michał Antoni Sapieha, né le 10 mars 1711 à Königsberg (Prusse), mort le 11 octobre 1760 à Slonim, prince de la famille Sapieha, staroste de Mstsislaw, maître de chasse de Lituanie (1739), voïvode de Podlachie (1746), vice-chancelier de Lituanie (1752).

## Biographie
Michał Antoni Sapieha est le fils d'Aleksander Paweł Sapieha et de Marie-Christine de Béthune.
Il passe les premières années de sa vie à Königsberg, capitale du Royaume de Prusse (actuellement Kaliningrad), où demeure une grande partie de la famille Sapieha. Il se rend en Pologne pour la première fois en 1716, revenant à Königsberg pour une période d'étude en 1724-1725.
Il commence sa carrière politique en 1730. En 1732, il est envoyé à la Diète, mais n'assiste pas à l'élection de 1733, étant retenue par son propre mariage. Les liens familiaux avec les partisans de Stanislas Leszczynski ont entraînent l'emprisonnement des jeunes époux à Riga. En août 1734, grâce à l'intervention de Michał Serwacy Wiśniowiecki, ils sont graciés par Auguste III, le nouveau roi de Pologne.
En mai 1739, il est nommé maître de chasse du grand-duché de Lituanie. En 1740, il défend les intérêts de ses neveux Aleksander et Michałl et s'implique dans les différends qui opposent les Sapieha aux membres de la famille Radziwiłł. En 1743, il est nommé maréchal du Tribunal de Lituanie et reçoit l'ordre de l'Aigle blanc en 1744. En 1746, il est nommé voïvode de Podlachie
À partir de 1749, il travaille en étroite collaboration avec la Familia, étant son représentant à la Cour de Lituanie. Grâce au soutien de son beau-père, Michał Czartoryski il est nommé vice-chancelier de Lituanie. Alors que la situation se dégrade en Lituanie et que débute la guerre de Sept Ans, il décide de rompre avec la Familia et prend son indépendance politique. Au début de 1757, il est nommé staroste de Mstsislaw.
Victime de la tuberculose, il décède le 11 octobre 1760 à Slonim.

## Mariages
Le 29 juin 1733, Michał Sapieha épouse Katarzyna Agnieszka Sapieha (1718-1779), fille de Jan Kazimierz Sapieha et de Ludwika Opalińska. Le mariage, qui a été conclu sans la dispense nécessaire pour un mariage entre cousins, est annulé en septembre 1743.
Il épouse ensuite Tekla Róża Radziwiłł (1703-1747), fille de fille de Karol Stanisław Radziwiłł et de Anna Katarzyna Sanguszko (en). Elle décède deux ans plus tard.
En 1748 il épouse enfin Józefa Aleksandra Czartoryska (pl) (1730-1798), fille de Fryderyk Michał Czartoryski et de Eleonora Monika Waldstein.

## Sources
- Notices d'autorité :   - VIAF
  - Pologne
  - NUKAT

- (pl) Cet article est partiellement ou en totalité issu de l’article de Wikipédia en polonais intitulé « Michał Antoni Sapieha » (voir la liste des auteurs).